# Internationaler Designpreis Baden-Württemberg

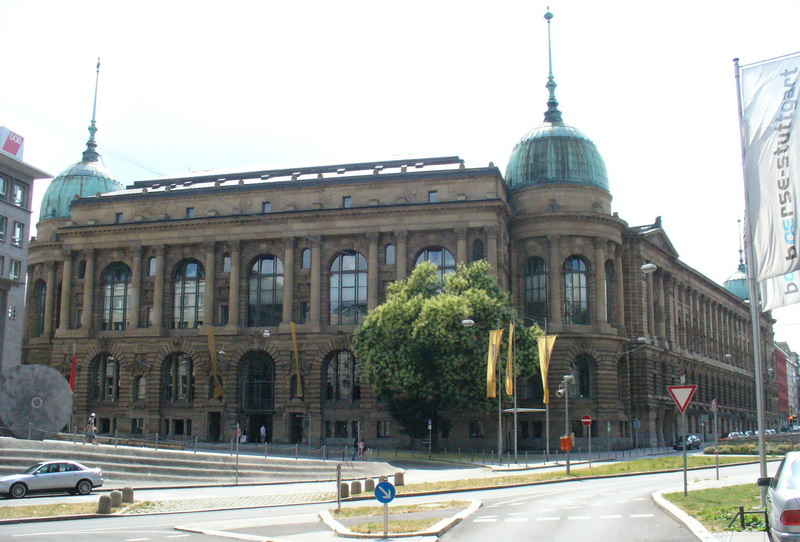
Sede del Centro di Design di Stoccarda

L'Internationaler Designpreis Baden-Württemberg ("Premio Internazionale del Design del Baden-Württemberg") è un riconoscimento nel campo del disegno industriale assegnato dal Centro di Design di Stoccarda.
Il premio è articolato nelle categorie Focus in Gold e Focus in Silber ("oro" e "argento"), e viene assegnato allo scopo di promuovere i design giudicati maggiormente innovativi, secondo criteri tra cui qualità, funzionalità, ergonomia, aspetto e grafica, ecologia e sostenibilità.